# Ciliosporella tuberculiformis
Ciliosporella tuberculiformis är en svampart som beskrevs av Z.Q. Yuan & C. Mohammed 1997. Ciliosporella tuberculiformis ingår i släktet Ciliosporella, divisionen sporsäcksvampar och riket svampar.   Inga underarter finns listade i Catalogue of Life.